# Parlament d'Uganda
El Parlament d'Uganda (també anomenat Assemblea Nacional) és l'òrgan unicameral que ostenta el poder legislatiu d'Uganda. Va ser establert el 1962, poc abans de la independència del país.
La funció més significativa del Parlament ugandès és aprovar lleis que proporcionin una bona governança al país. Els ministres del govern estan obligats, en cas de ser necessari, a ser sotmesos a una interpel·lació parlamentària. A través dels diversos comitès parlamentaris, el parlament analitza els programes del govern. Les qüestions fiscals del govern, com els impostos i els préstecs, necessiten l'aprovació del parlament.
Fins a 2021, el parlament ugandès estava format per 238 representants de circumscripcions, 112 representants de districte femenines, 10 representants de les Forces Populars de Defensa d'Uganda, 5 representants juvenils, 5 representants de persones amb discapacitat, 5 representants dels treballadors i 13 membres ex officio.